# Kia Telluride
Kia Telluride — повнорозмірний кросовер, що випускається південнокорейською компанією Kia.

## Опис

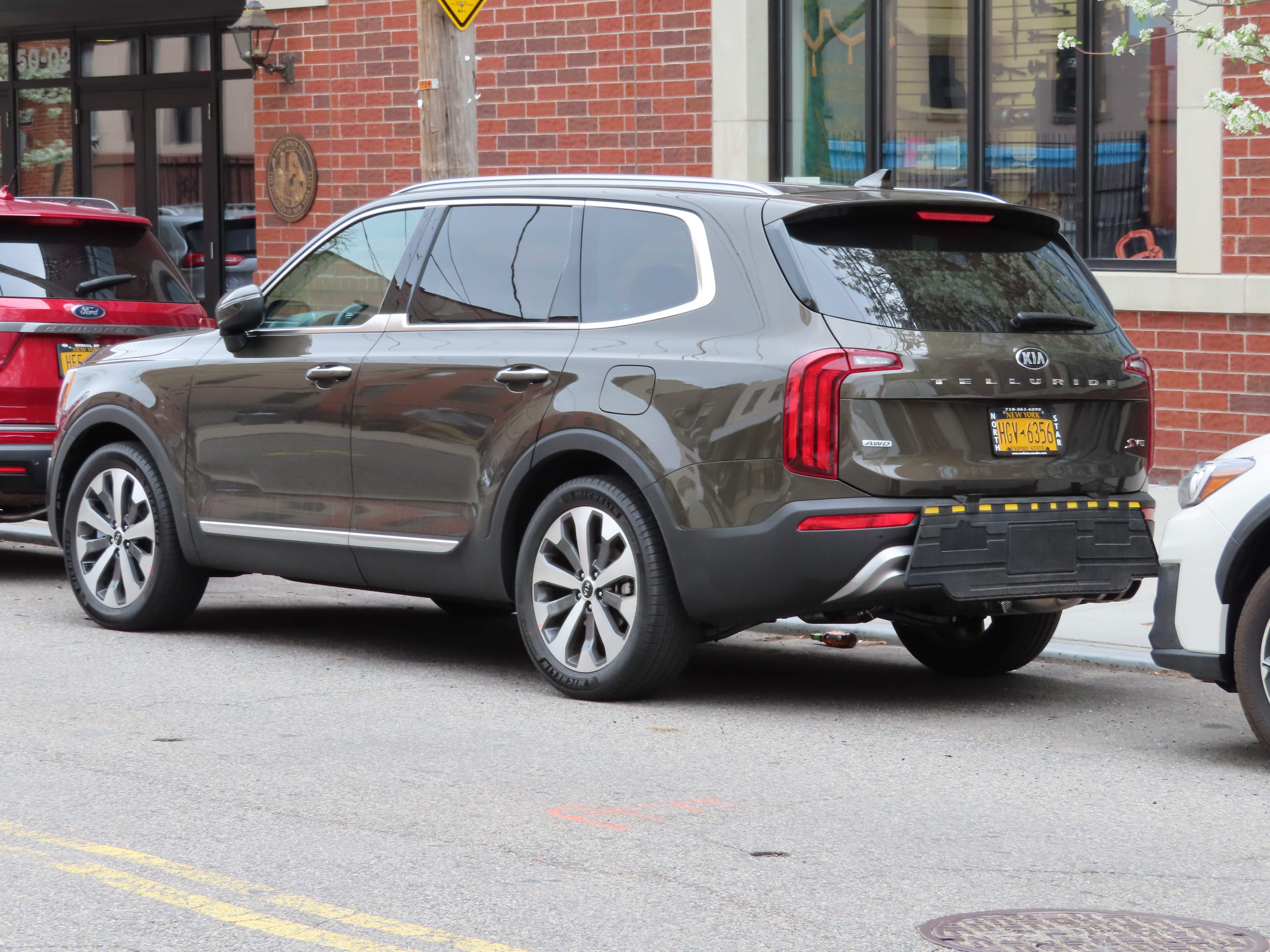

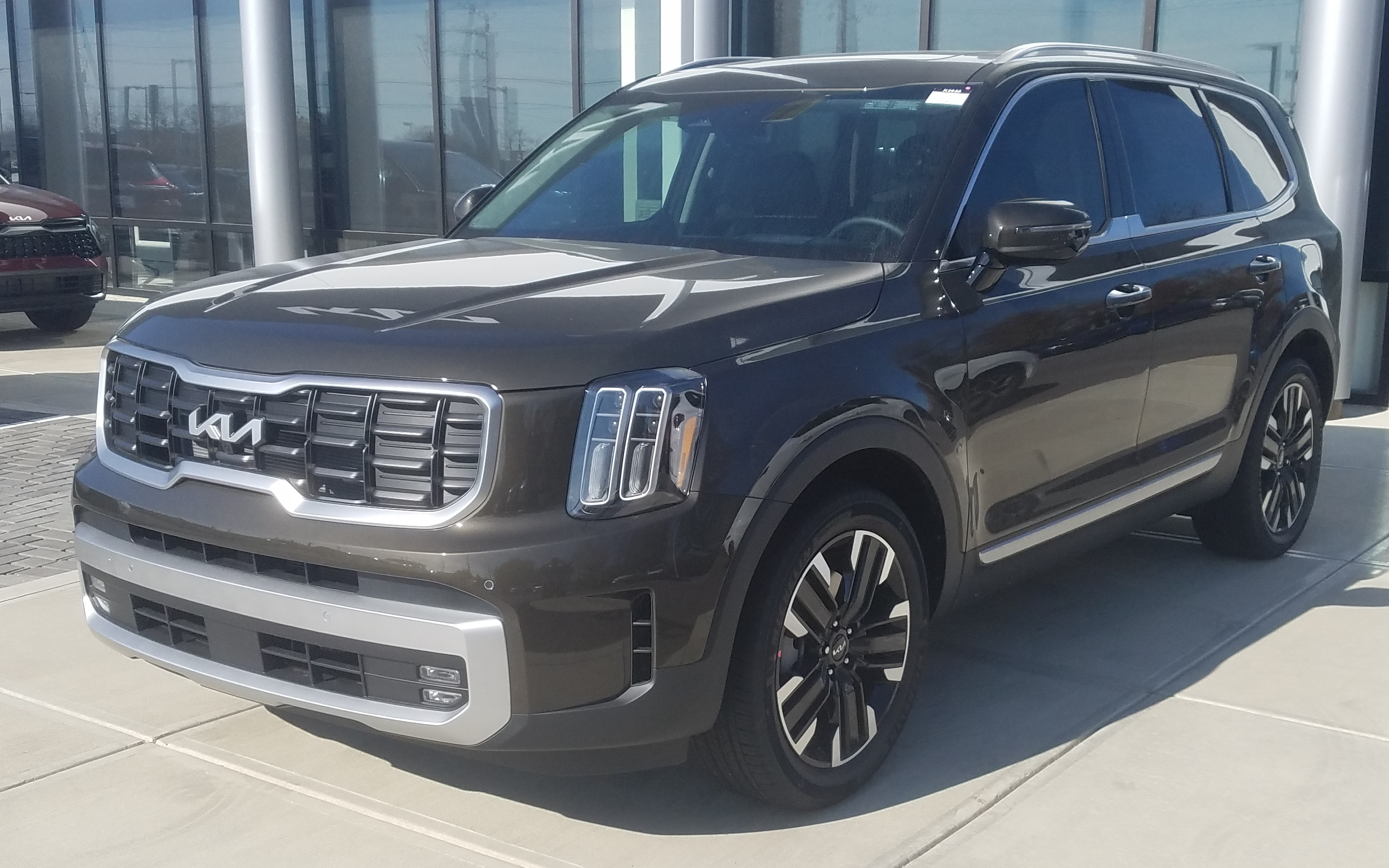
Kia Telluride (з 2023 року)

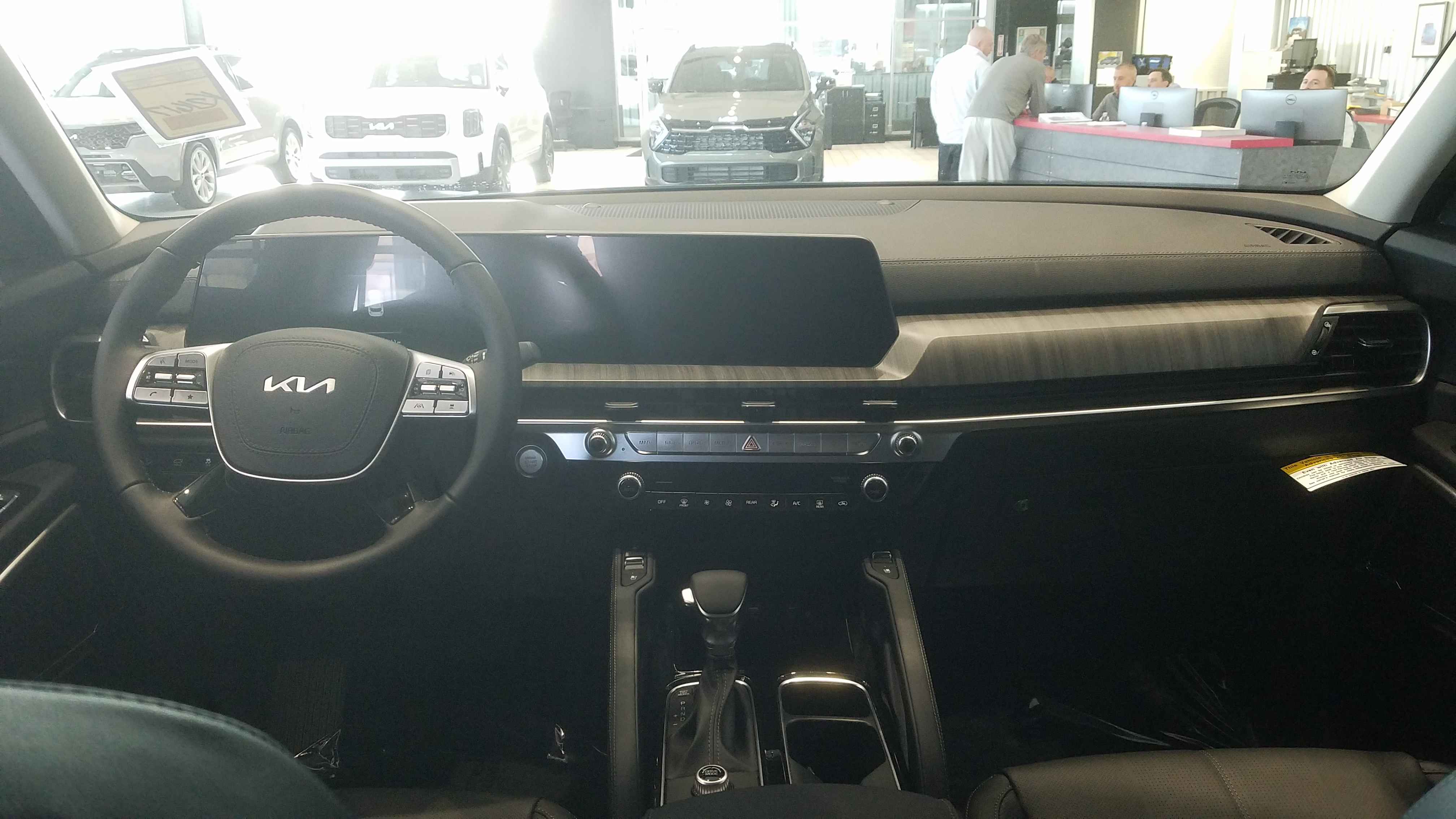

Автомобіль комплектується атмосферним двигуном V6 3.8 GDI (295 к.с.), що працює за циклом Аткінсона, восьмиступінчастою АКПП, переднім або повним приводом з електрогідравлічною муфтою, підвіскою McPherson спереду і багаторичажкою ззаду.
Telluride має проєкційний дисплей, стельові сопла кліматичної системи для середнього ряду, шість гнізд USB (по два на кожному ряду), Bluetooth на два смартфони одночасно, мікрофон водія для спілкування з пасажирами гальорки, функцію відключення динаміків аудіосистеми у задніх рядів сидінь або, скажімо, гачки для сумок в салоні.
Позашляховик доступний в чотирьох комплектаціях, а його випуск налагодять в США, на заводі в Вест-Пойнті (штат Джорджія),
У 2022 році Kia оновила Telluride. Автомобіль отримав змінену решітку радіатора з новим логотипом бренду. Для всіх комплектацій кросовера стали стандартними двозонний автоматичний клімат-контроль та 10,25-дюймовий сенсорний мультимедійний дисплей.
Багажник Kia Telluride вміщує 595 л за третім рядом сидінь. Максимальний вантажний об'єм складає 2463 л. 

## Двигуни
- 3.8 L Lambda II Atkinson cycle GDI V6 295 к.с., 355 Нм

## Продажі
| рік  | США     | Канада |
| ---- | ------- | ------ |
| 2019 | 58,604  | 2,997  |
| 2020 | 75,129  | 2,853  |
| 2021 | 93,705  | 4,270  |
| 2022 | 99,891  |        |
| 2023 | 110,765 |        |